# Мирця
Мирця (хорв. Mirca) — населений пункт у Хорватії, у Сплітсько-Далматинській жупанії у складі міста Супетар.

## Населення
Населення за даними перепису 2011 року становило 321 осіб.
Динаміка чисельності населення поселення:

## Клімат
Середня річна температура становить 16,11 °C, середня максимальна – 29,04 °C, а середня мінімальна – 3,44 °C. Середня річна кількість опадів – 773 мм.
| Клімат поселення                              | Клімат поселення | Клімат поселення | Клімат поселення | Клімат поселення | Клімат поселення | Клімат поселення | Клімат поселення | Клімат поселення | Клімат поселення | Клімат поселення | Клімат поселення | Клімат поселення | Клімат поселення |
| Показник                                      | Січ.             | Лют.             | Бер.             | Квіт.            | Трав.            | Черв.            | Лип.             | Серп.            | Вер.             | Жовт.            | Лист.            | Груд.            |                  |
| Середній максимум, °C                         | 11,94            | 12,34            | 14,98            | 18,28            | 23,34            | 27,18            | 29,04            | 28,88            | 24,38            | 19,96            | 15,20            | 11,82            |                  |
| Середня температура, °C                       | 7,70             | 8,08             | 10,68            | 14,04            | 19,06            | 22,94            | 25,96            | 25,80            | 21,32            | 16,88            | 12,16            | 8,74             |                  |
| Середній мінімум, °C                          | 3,44             | 3,82             | 6,48             | 9,78             | 14,80            | 18,68            | 22,88            | 22,70            | 18,24            | 13,80            | 9,08             | 5,68             |                  |
| Норма опадів, мм                              | 72               | 59               | 67               | 64               | 54               | 43               | 29               | 45               | 66               | 84               | 101              | 89               |                  |
| Середньомісячна швидкість вітру, м/с          | 3.30             | 3.52             | 3.70             | 3.36             | 2.96             | 2.70             | 2.80             | 2.60             | 2.90             | 3.00             | 3.72             | 3.66             |                  |
| Середньомісячна сонячна радіація, кДж/м²·день | 5612             | 8356             | 11999            | 16629            | 20627            | 23466            | 25145            | 21936            | 16237            | 10565            | 6044             | 4729             |                  |
| --------------------------------------------- | ---------------- | ---------------- | ---------------- | ---------------- | ---------------- | ---------------- | ---------------- | ---------------- | ---------------- | ---------------- | ---------------- | ---------------- | ---------------- |
| Джерело:                                      |                  |                  |                  |                  |                  |                  |                  |                  |                  |                  |                  |                  |                  |